# Ian Laperrière
Ian Laperrière, född 19 januari 1974 i Montréal, Quebec, är en kanadensisk före detta professionell ishockeyspelare som totalt spelade över 16 säsonger i NHL med lagen St. Louis Blues, Los Angeles Kings, Colorado Avalanche och Philadelphia Flyers.
Ian Laperrière började sin NHL-karriär i St. Louis Blues 1993–94 och stannade i klubben in på säsongen 1995–96 då han först byttes bort till New York Rangers för att senare samma säsong hamna i Los Angeles Kings där han sedan kom att stanna fram till 2004. I Los Angeles Kings blev Ian Laperrière snabbt en publikfavorit med sitt uppoffrande fysiska spel. Säsongen 2005–06 spelade han sin första säsong i Colorado Avalanche och gjorde 45 poäng vilket med stor marginal är hans bästa säsong poängmässigt. I juli 2009 skrev han på för Philadelphia Flyers. Laperriere spelade sin sista match i slutspelet 2010 men sviterna efter en hjärnskakning gjorde att han var tvungen att lägga av. Kontraktet gällde dock ändå till 2012.

## Klubbar
- St. Louis Blues 1993–1995
- New York Rangers 1995–96
- Los Angeles Kings 1996–2004
- Colorado Avalanche 2005–2009
- Philadelphia Flyers 2009–2012

## Statistik

### Klubbkarriär
| 1990–91    | Drummondville Voltigeurs | QMJHL      | 65   | 19  | 29  | 48  | 117  | 14 | 2 | 9  | 11 | 48  |
| 1991–92    | Drummondville Voltigeurs | QMJHL      | 70   | 28  | 49  | 77  | 160  | —  | — | —  | —  | —   |
| 1992–93    | Drummondville Voltigeurs | QMJHL      | 60   | 44  | 96  | 140 | 188  | —  | — | —  | —  | —   |
| 1993–94    | Drummondville Voltigeurs | QMJHL      | 62   | 41  | 72  | 113 | 150  | —  | — | —  | —  | —   |
| 1993–94    | St. Louis Blues          | NHL        | 1    | 0   | 0   | 0   | 0    | —  | — | —  | —  | —   |
| 1993–94    | Peoria Rivermen          | IHL        | —    | —   | —   | —   | —    | 5  | 1 | 3  | 4  | 2   |
| 1994–95    | Peoria Rivermen          | IHL        | 51   | 16  | 32  | 48  | 111  | —  | — | —  | —  | —   |
| 1994–95    | St. Louis Blues          | NHL        | 37   | 13  | 14  | 27  | 85   | 7  | 0 | 4  | 4  | 21  |
| 1995–96    | Worcester IceCats        | AHL        | 3    | 2   | 1   | 3   | 22   | —  | — | —  | —  | —   |
| 1995–96    | St. Louis Blues          | NHL        | 33   | 3   | 6   | 9   | 87   | —  | — | —  | —  | —   |
| 1995–96    | New York Rangers         | NHL        | 28   | 1   | 2   | 3   | 53   | —  | — | —  | —  | —   |
| 1995–96    | Los Angeles Kings        | NHL        | 10   | 2   | 3   | 5   | 15   | —  | — | —  | —  | —   |
| 1996–97    | Los Angeles Kings        | NHL        | 62   | 8   | 15  | 23  | 102  | —  | — | —  | —  | —   |
| 1997–98    | Los Angeles Kings        | NHL        | 77   | 6   | 15  | 21  | 131  | 4  | 1 | 0  | 1  | 6   |
| 1998–99    | Los Angeles Kings        | NHL        | 72   | 3   | 10  | 13  | 138  | —  | — | —  | —  | —   |
| 1999–00    | Los Angeles Kings        | NHL        | 79   | 9   | 13  | 22  | 185  | 4  | 0 | 0  | 0  | 2   |
| 2000–01    | Los Angeles Kings        | NHL        | 79   | 8   | 10  | 18  | 141  | 13 | 1 | 2  | 3  | 12  |
| 2001–02    | Los Angeles Kings        | NHL        | 81   | 8   | 14  | 22  | 125  | 7  | 0 | 1  | 1  | 9   |
| 2002–03    | Los Angeles Kings        | NHL        | 73   | 7   | 12  | 19  | 122  | —  | — | —  | —  | —   |
| 2003–04    | Los Angeles Kings        | NHL        | 62   | 10  | 12  | 22  | 58   | —  | — | —  | —  | —   |
| 2005–06    | Colorado Avalanche       | NHL        | 82   | 21  | 24  | 45  | 116  | 9  | 0 | 1  | 1  | 27  |
| 2006–07    | Colorado Avalanche       | NHL        | 81   | 8   | 21  | 29  | 133  | —  | — | —  | —  | —   |
| 2007–08    | Colorado Avalanche       | NHL        | 70   | 4   | 15  | 19  | 140  | 10 | 1 | 1  | 2  | 19  |
| 2008–09    | Colorado Avalanche       | NHL        | 74   | 7   | 12  | 19  | 163  | —  | — | —  | —  | —   |
| 2009–10    | Philadelphia Flyers      | NHL        | 82   | 3   | 17  | 20  | 162  | 13 | 0 | 1  | 1  | 6   |
| NHL totalt | NHL totalt               | NHL totalt | 1083 | 121 | 215 | 336 | 1956 | 67 | 3 | 10 | 13 | 102 |